# Poniatowski

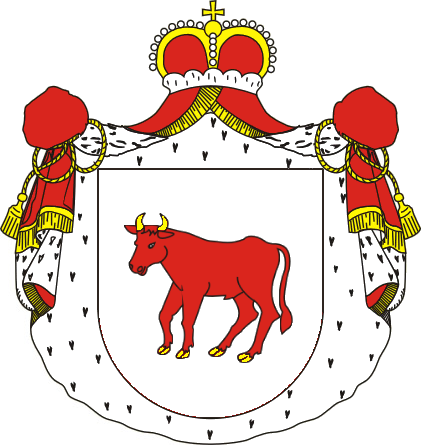
Wappen des Geschlechts

Poniatowski ist der Familienname eines polnischen Adelsgeschlechts italienischer Abstammung, das 1450 in der Gegend von Lublin urkundlich zuerst erscheint und seit 4. März 1569 das Indigenat im Königreich Polen besaß und zu den polnischen Hochadelsgeschlechtern zählt. Die weibliche Form des Namens lautet Poniatowska. Der Name  Poniatowski leitet sich von ihrem Hauptsitz Poniatowa bei Lublin in Masowien ab.

## Geschichte

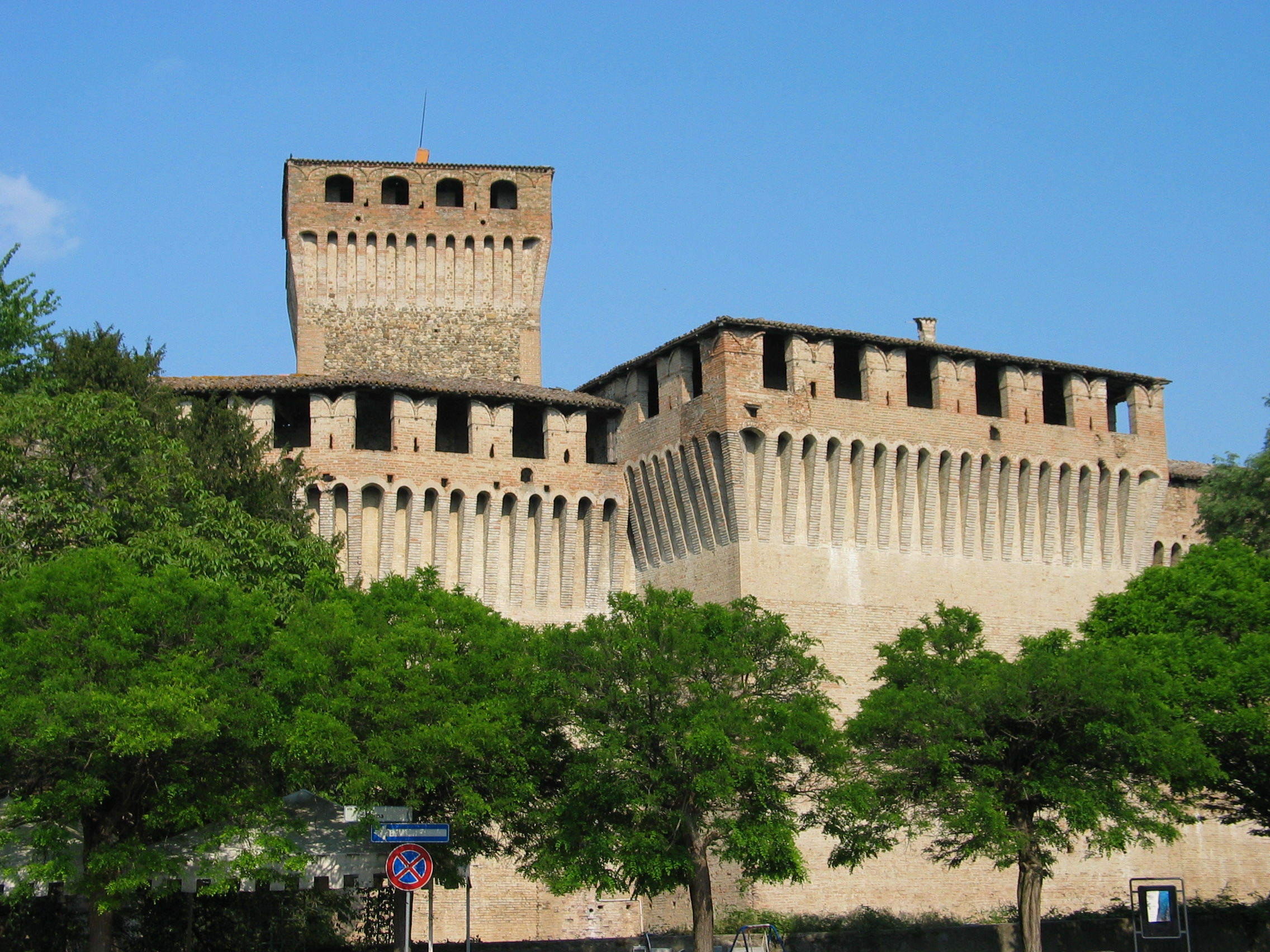
Montechiarugolo, Burg der Torelli

Die heute noch existierenden Teile der Adelsfamilie Poniatowski stammen von der aus der Lombardei stammenden Familie Torelli ab, deren Stammvater Torello in der 1. Hälfte des 12. Jahrhunderts als Vasall der Erzbischöfe von Ravenna erscheint. Seit 1406 waren sie Grafen von Monte Chiarugulo (heute Montechiarugolo, Provinz Parma), seit 1428 Marchese. Am 11. März 1569 wurde ihnen das polnische Indigenat erteilt. Am 29. November 1629 nahm Giuseppe Salinguerra dei Torelli aus dem Hause der Grafen von Monte Chiarugulo anlässlich seiner Heirat mit Sophia Poniatowska, Tochter und Erbin des Albert Poniatowski, den Namen und das Wappen der polnischen Poniatowski an.
Der berühmteste Vertreter dieser Linie war Stanislaus II. August Poniatowski (1732–1798), seit 1764 letzter König von Polen (Regierungszeit 1764–1795). Seine drei Brüder Kasimir, Kron-Großkämmerer, (* 1721; † 1780), Andreas und Michael erhob er 1764 in den polnischen Fürstenstand, Andreas wurde zudem böhmischer Fürst (datiert Wien 10. Dezember 1765) und erhielt das Böhmische Inkolat im Herrenstand, datiert Wien 29. Dezember 1765. Mit Kasimirs Sohn Stanislaus III. (gestorben am 12. Februar 1833 in Florenz) sind die ehelichen Nachkommen des königlichen Hauses erloschen, jedoch blühen noch andere Zweige.

## Wappen der Fürsten Poniatowski
Unter einer Fürstenkrone, aus welcher ein beiderseits oben durch goldene Quastenschnüre geschürzter roter, hermelingefütterter Wappenmantel hervorgeht, ein viergeteilter Schild mit Herzschild, darin in Blau ein wachsender goldener Stier: 1 und 4 in Silber eine sich um einen schwarzen Baumpfahl ringelnde grüne Schlange, die ein nacktes, fleischfarbenes Kindlein, von welchem nur mehr der Oberkörper mit Kopf und ausgebreiteten Armen sichtbar sind, verschlingt. 2 und 3 in Gold ein gold-bewehrter und gezungter und ebenso gekrönter roter Löwe.

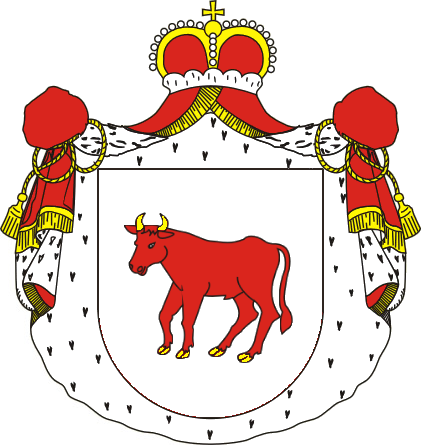
Wappen der Fürsten Poniatowski (seit 1764)
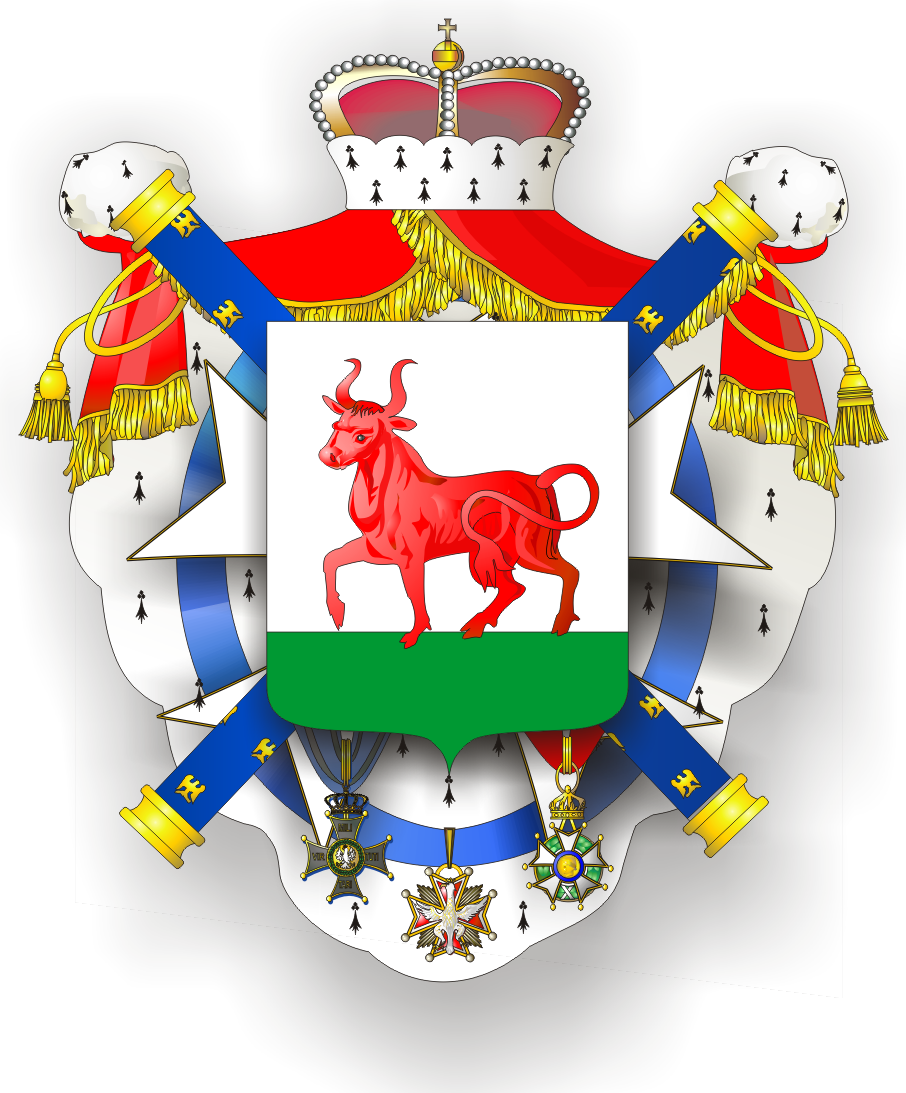
Wappen des Józef Antoni Poniatowski (1763–1813), Marschall von Frankreich
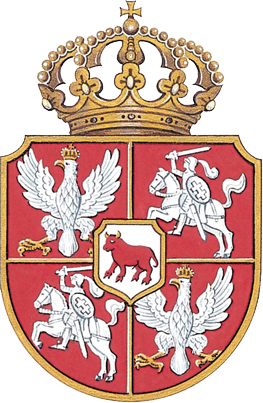
Wappen des polnischen Königs Stanislaus II. August Poniatowski (1732–1798)

## Übersicht zur Stammfolge
- Johann Ritter von Poniatow-Poniatowski (vom Wappen Szreniawa), verehelicht mit Sophia Grocholska (aus polnischem Adel).
- Franz, * vor 1650; † vor 1720, verehelicht mit Helena Dorothea Neiwarowska (aus polnischem Adel).
- Stanislaus (I.) Graf Poniatowski, Wojwode von Masowien, Groß-Jägermeister in Litauen, Kastellan von Krakau und General der Gardetruppen, * Dereczan in Litauen 1677; † 3. August 1762, verehelicht mit Konstanze Prinzessin Czartoryska, Schwester des Friedrich Michael Reichsfürst Csartoryski, Großkanzler von Litauen (1696–1775).
- Andreas Fürst Poniatowski (datiert 1764 bzw. 1765), Starost von Polangen, kaiserlicher Hofmarschall und Feldzeugmeister, Kommandeur der MMTO in Wien, * Wolczan 1735; † Wien 3. März 1783, 1760 verehelicht mit Maria Theresia Gräfin Kinsky von Wichnitz und Tettau (1740–1806), als Witwe Pächterin des ehemaligen Klosters Doksany in Böhmen. Die zwei Kinder dieser Ehe: 1. Maria Theresia ehelichte Vincenz Graf von Tyszkiewicz (vom Wappen Lehwa), und 2. Joseph Anton Fürst Poniatowski, zuerst österreichischer Offizier, dann Kriegsminister im napoleonischen Herzogtum Warschau und zuletzt Marschall von Frankreich, * Warschau 7. März 1763, ist am 19. Oktober 1813 in der Elster bei Leipzig ertrunken und wurde im Wawel in Krakau zu Grabe gelegt. Aus seiner Verbindung mit Sophie Gräfin Potocka stammt die Familie Ponityki-Poniatowski.

## Bekannte Namensträger

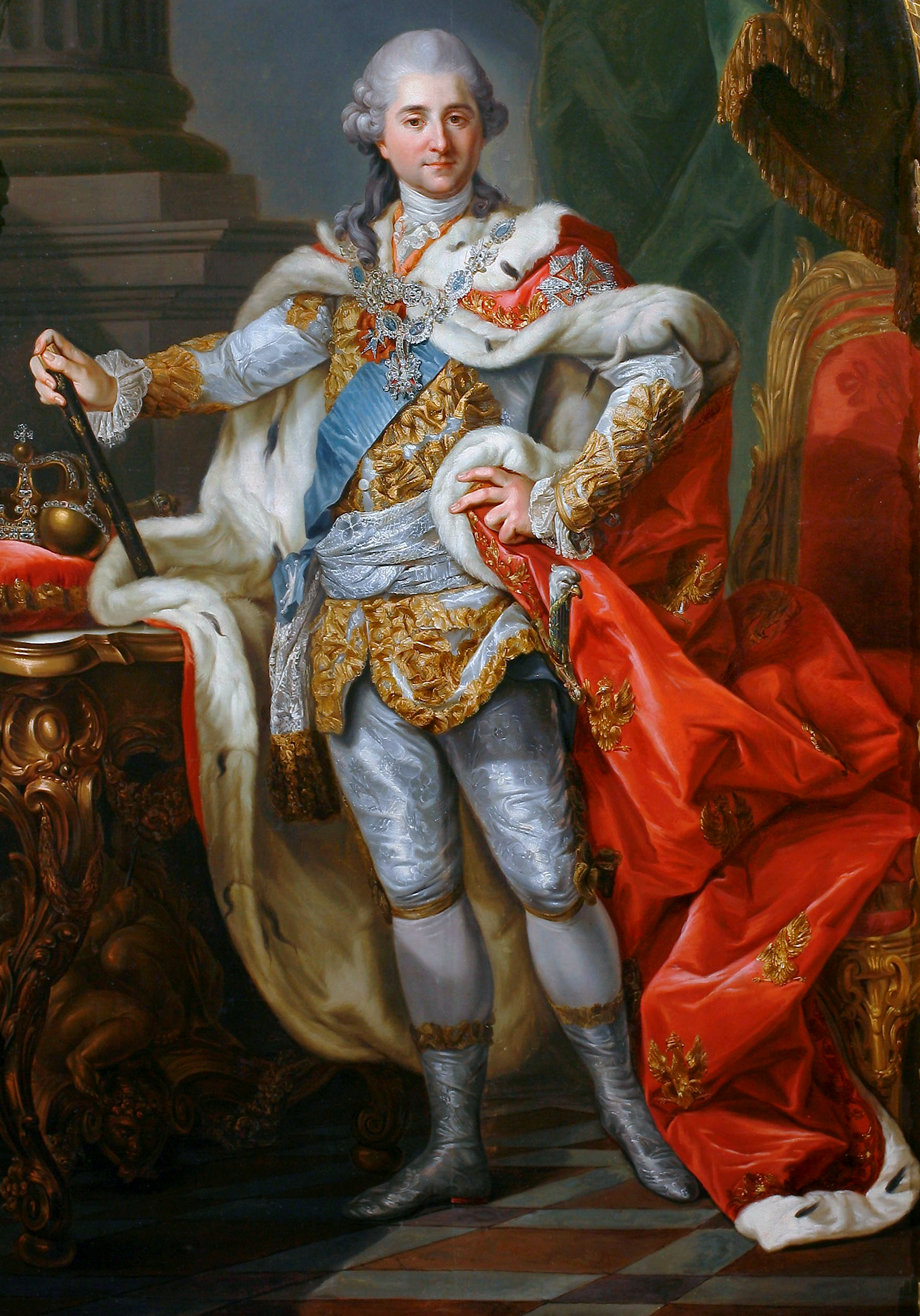
Stanislaus II. August Poniatowski (1732–1798), König von Polen, Großfürst von Litauen

- Andrzej Poniatowski (1734–1773), polnischer Fürst, General und Feldmarschall des Hauses Österreich, Reichsfürst des Heiligen Römischen Reiches
- Elena Poniatowska (1932–), mexikanische Schriftstellerin, Nachfahrin von Kazimierz Poniatowski
- Józef Antoni Poniatowski (1763–1813), Sohn von Andrzej Poniatowski, polnischer Staatsmann, General, Marschall von Frankreich
- Józef Michał Poniatowski (1816–1873), polnischer Komponist, Sänger (Tenor) und Diplomat
- Kazimierz Poniatowski (1721–1800), Hofkämmerer der polnischen Krone, polnischer General und Fürst
- Michael Poniatowski (1736–1794), Erzbischof von Gnesen, Primas von Polen
- Michel Poniatowski (1922–2002), französischer Politiker (Innenminister 1974–1977), Nachfahre von Kazimierz Poniatowski (1721–1800)
- Stanisław Poniatowski (1676–1762), polnischer Staatsmann, Vater von Kazimierz, Stanislaus August und Andrzej Poniatowski
- Stanislaus 2. Fürst Poniatowski (1754–1833), polnischer Generalleutnant, Großschatzmeister von Litauen
- Stanislaus II. August Poniatowski (1732–1798), König von Polen, Großfürst von Litauen